# Тартифлетт
Тартифлетт (тартифлет, от фр. Tartiflette [taʁtiˈflɛt]) — блюдо из Савойи и из Аостской долины. Его готовят из картофеля, сыра реблошон (или Фонтина), бекона, сливок и обжаренного лука. Также можно добавить немного белого вина. В ходе приготовления предварительно отваренные ломтики картофеля запекают вместе с другими ингредиентами.
Слово tartiflette, вероятно, происходит от арпитанского слова tartiflâ, обозначающего картофель, или от савойских tartifles, термин, также встречающийся в провансальском и галло-итальянском языках.
Этот новый способ приготовления был вдохновлён традиционным блюдом под названием la péla — гратен, приготовленный в сковороде с длинной ручкой, называемой pelagic («лопатка»).
Часто подаваемый после катания на лыжах, тартифлет передаёт образ альпийской аутентичности и праздничности.

## История
Как и во многих традиционных блюдах региона, картофель является основным ингредиентом. Тартифлетт впервые упоминается в книге 1705 года Le Cuisinier Royal et Bourgeois, написанной Франсуа Массиало и его помощником повара Б. Матье.
В современном виде тартифлетт начал появляться в меню ресторанов горнолыжных курортов в 1980-х годах. Его популярность отчасти обусловлена рекламными усилиями Le Syndicat Interprofessionnel du Reblochon, направленными на увеличение продаж реблошона, что подтверждает также Кристиан Мийо (из гида Го-Мийо) в своем гастрономическом словаре.

## Вариации
Распространённым родственным блюдом, которое можно найти по всему региону, является крозифлет (croziflette). Его приготовление напоминает оригинальное блюдо во всём, кроме использования картофеля, вместо которого используются крошечные квадратики макарон местного производства. Они известны как крозе де Савойя (Crozets de Savoie), обычно готовятся из гречневой крупы, но иногда и из твёрдых сортов пшеницы. Отсюда и название этого блюда, которое представляет собой смесь «крозе» и «тартифлета».
Ещё одно родственное блюдо — морбифлет (morbiflette), приготовленный с сыром Морбье вместо Реблошона.